# شهرستان ال واک
شهرستان ال واک یک منطقهٔ مسکونی در سومالی است که در جدو واقع شده‌است.